# Zotovia
Genre
Zotovia est un genre de plantes à fleurs monocotylédones de la famille des Poaceae, sous-famille des Oryzoideae, endémique de Nouvelle-Zélande, qui comprend trois espèces.
Ce sont des plantes herbacées vivaces, rhizomateuses, à feuilles étroites, poussant en touffes serrées, compactes, comme des coussins. Les inflorescences sont des panicules contractées, parfois réduites à un racème.
Ce genre a été créé en 1998 par les botanistes néo-zélandais, Elizabeth Edgar et Henry Eamonn Connor, pour remplacer le nom illégitime, Petriella Zotov non Curzi, et regrouper trois espèces alpines détachées du genre Ehrharta.
Le nom générique « Zotovia » est un hommage à Victor Dmitrievich Zotov (1908–1977), botaniste russe né à Vladivostok qui émigra en Nouvelle-Zélande en 1924.

## Liste d'espèces
Selon World Checklist of Selected Plant Families (WCSP) (28 janvier 2017) :
- Zotovia acicularis Edgar & Connor (1998)
- Zotovia colensoi (Hook.f.) Edgar & Connor (1998)
- Zotovia thomsonii (Petrie) Edgar & Connor (1998)